# Delapril
Delaprilul este un medicament antihipertensiv, fiind utilizat în tratamentul hipertensiunii arteriale și a insuficienței cardiace. Acționează ca inhibitor al enzimei de conversie a angiotensinei (IECA).